# Janina Borońska
Janina Borońska-Łągwa (ur. 16 czerwca 1943 w Łodzi) – polska aktorka filmowa i teatralna.

## Życiorys
W teatrze zadebiutowała 7 października 1966. W 1967 ukończyła łódzką PWSTiF, dyplom uzyskała w 1969.
W 1985 została odznaczona Srebrnym Krzyżem Zasługi, a 19 czerwca 2000 Złotym Krzyżem Zasługi.
Matka kompozytora i wokalisty Jacka Łągwy.

## Filmografia (wybór)
- 1964: Beata – Monika „Unka”, koleżanka z klasy Beaty
- 1965: Powrót doktora von Kniprode – dziewczyna u Klausena (odc. 2)
- 1967: Stawka większa niż życie – radiotelegrafistka Irena (odc. 1)
- 1969: Jak rozpętałem drugą wojnę światową – Elżbieta
- 1970: Doktor Ewa – Nina, koleżanka Ewy na stażu
- 1974: Siedem stron świata – matka Lucka
- 1981: Znachor – sekretarka Wilczura
- 1986: Kryptonim „Turyści” – znajoma Masnego (odc. 1)
- 1989: Janka